# 薛岳
薛 岳（せつ がく）は中華民国の軍人。最終階級は陸軍一級上将。字は伯陵。別名は仰岳。粤軍（広東軍）以来の国民革命軍軍人で、日中戦争（抗日戦争）でも日本軍と長く対峙した。

## 事跡

### 粤軍への加入
農家の子として生まれる。1907年（光緒33年）春、黄埔陸軍小学に入学した。このときの同学には鄧演達、葉挺がいる。3年後に卒業すると、中国同盟会に加入し、朱執信に随従して革命活動に加わった。
1914年（民国3年）、中華革命党に加入し、鄧鏗や朱執信に従って広東で反袁世凱活動に従事している。翌年春、武昌陸軍第2予備学校第2期に入り、1917年（民国6年）の卒業後は、保定陸軍軍官学校第6期で学んだ。このときの同学には鄧演達、張発奎がいる。同年に孫文（孫中山）が護法運動を開始すると、薛岳は保定陸軍軍官学校を卒業せずに離れ、広州に移り運動に加わった。このとき、総司令部上尉参謀に任ぜられ、福建省漳州に赴任している。
1920年（民国9年）、鄧鏗が粤軍（広東軍）第1師を創設すると、薛岳は鄧から選抜されて機銃営（原文「機槍営」）営長に任ぜられた。翌年5月、孫文の総統府警衛団に異動し、営長に任ぜられている。1922年（民国11年）6月に陳炯明がクーデターを起こした際には、葉挺とともに宋慶齢を護衛・救出した。以後、陳討伐のための戦いで軍功をあげ、1924年（民国13年）に粤軍第1師副師長へ昇格した。翌年9月、粤軍第1師が国民革命軍第1軍第14師に再編されると、引き続き副師長兼第14団団長をつとめている。

### 北伐の軍功と挫折
1926年（民国15年）7月の北伐には、薛岳は第1師副師長兼第3団団長として参加する。9月、孫伝芳軍が守る南昌を第1師と程潜率いる第6軍が攻撃したが、攻略はならなかった。このとき、第1師師長の王柏齢は恐怖を覚えて軍令違反の撤退を犯して罷免され、勇戦していた薛が第1師師長代理をつとめることになる。その後、薛率いる第1師は江西省で孫軍を度々破る軍功をあげた。11月に南昌を北伐軍が攻略すると、第1師は浙江省へと転進し、翌1927年（民国16年）2月の杭州攻略に貢献した。3月には上海に進軍し、上海総工会など労働者勢力とは協調関係を確立した。
しかし同年3月、蔣介石は中国共産党排除の動きを加速させる。薛岳の労働者に対する協調姿勢は蔣の猜疑と怒りを買うことになる。4月5日、ついに薛は第1師師長から罷免されてしまった。その1週間後には、蔣は上海クーデター（四・一二政変）を発動することになる。
その後、薛岳は第4軍軍長李済深の下に至り、広東新編第2師師長となる。9月、南昌起義を起こした軍と戦闘を繰り広げた。11月、張発奎・黄琪翔が反李反蔣クーデターを起こすと、薛もこれに加わり、第4軍教導第1師に任ぜられている。12月には張太雷・葉挺が起こした広州起義を鎮圧した。この軍功により薛は第4軍副軍長に昇格し、軍長繆培南と共に東江一帯に駐屯した。しかしまもなく、李・蔣を支持する陳銘枢・黄紹竑に挟撃されて軍の半数を喪失する大損害を被ってしまう。

### 紅軍掃討での返り咲き

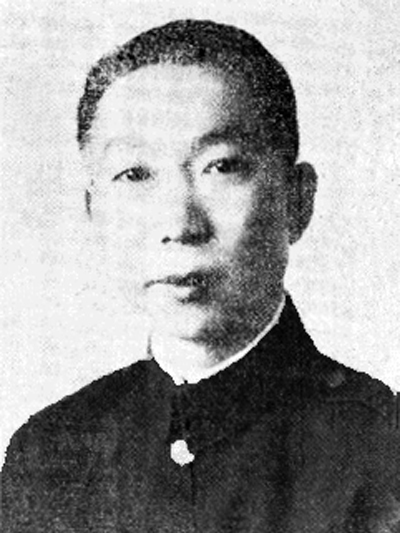
薛岳別影

繆培南と薛岳は残軍を率いて北上し、第2次北伐に参加した。1928年（民国17年）4月、第4軍は第1集団軍の序列に組み入れられ、山東方面の攻略に活躍した。北伐終了後、第4軍は軍縮・再編に伴い第4師とされたが、繆がそのまま師長に残ったにもかかわらず、薛は蔣介石に忌避され、またしても失脚してしまう。薛は汪兆銘（汪精衛）らの反蔣活動に参加したが、蔣派の蔣光鼐・蔡廷鍇に大敗を喫した。その後、李宗仁ら新広西派の支援により軍勢は回復したものの、情勢は依然として芳しくなく、1932年（民国21年）に香港九龍に一時引退してしまう。
1933年（民国22年）10月、第5次共産党掃討作戦を開始しようとした蔣介石の招聘に応じて薛岳は南昌で帰参し、北路軍第3路軍副総指揮兼第7縦隊司令に任ぜられる。翌年1月、第1路軍代理総指揮となった。薛は紅軍を江西省内各地で撃破し、ついに10月には紅軍を瑞金から長征に追い立てることに成功した。その後も薛は紅軍を追撃し、1935年（民国24年）1月、貴陽綏靖公署主任兼第2路軍前敵総指揮に任ぜられている。結局、紅軍を殲滅することはできなかったが、薛の軍功は大きかった。1937年（民国26年）、滇黔綏靖公署主任兼貴州省政府主席に任ぜられた。

### 日中戦争での奮戦
同年、第二次上海事変（淞滬会戦）が勃発すると、薛岳は第19集団軍総司令に任ぜられ、左翼軍に配置される。10月8日、左翼軍中央作戦区総指揮に任ぜられ、10月28日から竹園村で日本軍と激戦を展開し、双方互角であった。しかし11月5日、日本軍の増援部隊が金山衛に上陸したため、第19集団軍は呉福線まで撤退している。13日、左翼軍総司令に昇進して抗戦を続けたが、その後も日本軍の攻勢に苦戦し、後退を余儀なくされた。
南京陥落後、薛岳は第3戦区前敵総指揮に任ぜられる。薛岳は正規軍は防御し、ゲリラ部隊で攻撃するという方針を採用して、日本軍に対処した。1938年（民国27年）5月、第1戦区第1兵団総司令に任ぜられ、同月末には第1戦区前敵総指揮に昇進している。このとき、土肥原賢二率いる第14師団が河南省内黄県などを占領していたが、薛は効果的に反撃してこれらの占領地の多くを奪回している。
武漢会戦では、薛岳は第9戦区第1兵団総司令に任ぜられて、日本軍と戦闘を繰り広げた。最終的に武漢会戦は中国側の敗北に終わるが、薛自身は第106師団など日本側各師団に大打撃を与え、良好な戦績をあげている。

### 長沙会戦

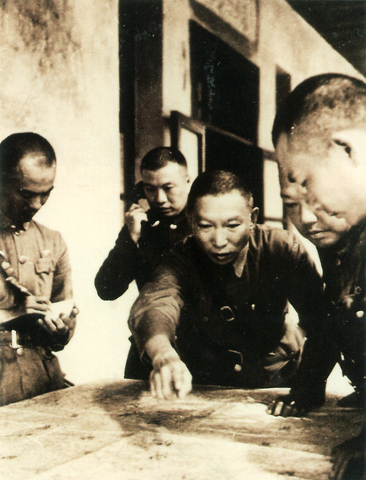
会議中の薛岳（左から3番目）

武漢会戦終結後、薛岳は第9戦区司令長官に昇進し、1939年（民国28年）2月には湖南省政府主席兼中国国民党省党部主任も兼任した。薛は同年9月、1941年（民国30年）9月及び12月の3度の長沙会戦で日本軍を湖南省から撃退することに成功している。これは、「安・便・足」の三字施政方針と「生・養・教・衛・管・用」の「六政」建設に象徴される一連の省内施策が功を奏したことが大きかった。
1944年（民国33年）5月、第4次長沙会戦でも薛岳は日本軍を迎撃したが、今度はこれを撃退することができず、6月19日に長沙を失陥し、8月8日には衡陽も喪失した。薛は残軍を湘贛粤辺区に撤退させ、抗戦を継続している。日中戦争（抗日戦争）終結後は、南昌で受降司令官をつとめた。

### 国共内戦の敗北、晩年
国共内戦で薛岳は徐州綏靖公署主任に任ぜられ、魯南解放区への攻撃を指揮したが、戦果はあげられなかった。1947年（民国36年）5月、国民政府参軍長に任ぜられる（翌年5月、蔣介石が総統に当選すると、薛は総統府参軍長に移る）。翌1948年（民国37年）、副総統選挙において薛は孫科を支援し、新聞報道に圧力を加えるなど活動したが、結局、孫は李宗仁に敗れた。
1949年（民国38年）2月、薛岳は広東省政府主席に任ぜられ、中国人民解放軍を迎撃しようとした。しかし、すでに大勢を覆すほどの力はなく、10月14日には広州を喪失してしまう。薛は海南島に逃れて抵抗を続けるも、1950年5月、これも失陥した。
以後、薛岳は台湾に逃れ、総統府戦略顧問に任ぜられる。1958年（民国47年）8月、行政院政務委員に、1966年（民国55年）5月に光復大陸設計研究委員会主任委員に、それぞれ任ぜられた。
1998年（民国87年）5月3日、台北市にて病没。享年103（満101歳）。

## 注
1. ↑  安は安居・安業・安心、便は便民・便国・便戦、足は民足食・国足兵・人足智を指す。顔平「薛岳」299-300頁。
2. ↑  「生民之政」は国民の身体健康の向上を第一義とすること、「養民之政」は農林業や水利の発展、「教民之政」は小中学校と中等師範・職業教育の発展、「衛民之政」は警察組織の強化、「管民之政」は政治・社会組織の整頓と抗戦喚起、「用民之政」は物価の厳格管理を指す。顔同上、300頁。